# Arthur A. Link
Arthur Albert Link, född 24 maj 1914 i Alexander, North Dakota, död 1 juni 2010 i Bismarck, North Dakota, var en amerikansk politiker. Han var ledamot av USA:s representanthus 1971–1973 och den 27:e guvernören i delstaten North Dakota 1973–1981.
Link utexaminerades från North Dakota Agricultural College (numera North Dakota State University) och inledde sin karriär som delstatspolitiker i Nonpartisan League som senare slogs ihop med demokraterna i North Dakota. Han blev först invald i delstatens representanthus på republikanernas lista år 1946. Link och andra medlemmar av NPL lämnade republikanerna år 1956 och demokraterna i delstaten ändrade sitt namn till Democratic-NPL Party.
Link blev invald i USA:s representanthus i kongressvalet 1970 och två år senare vann han sitt första guvernörsval. Efter två mandatperioder som guvernör förlorade han guvernörsvalet 1980 mot Allen I. Olson. Link avled den 1 juni 2010.